# Ålands sjöfartshistoria

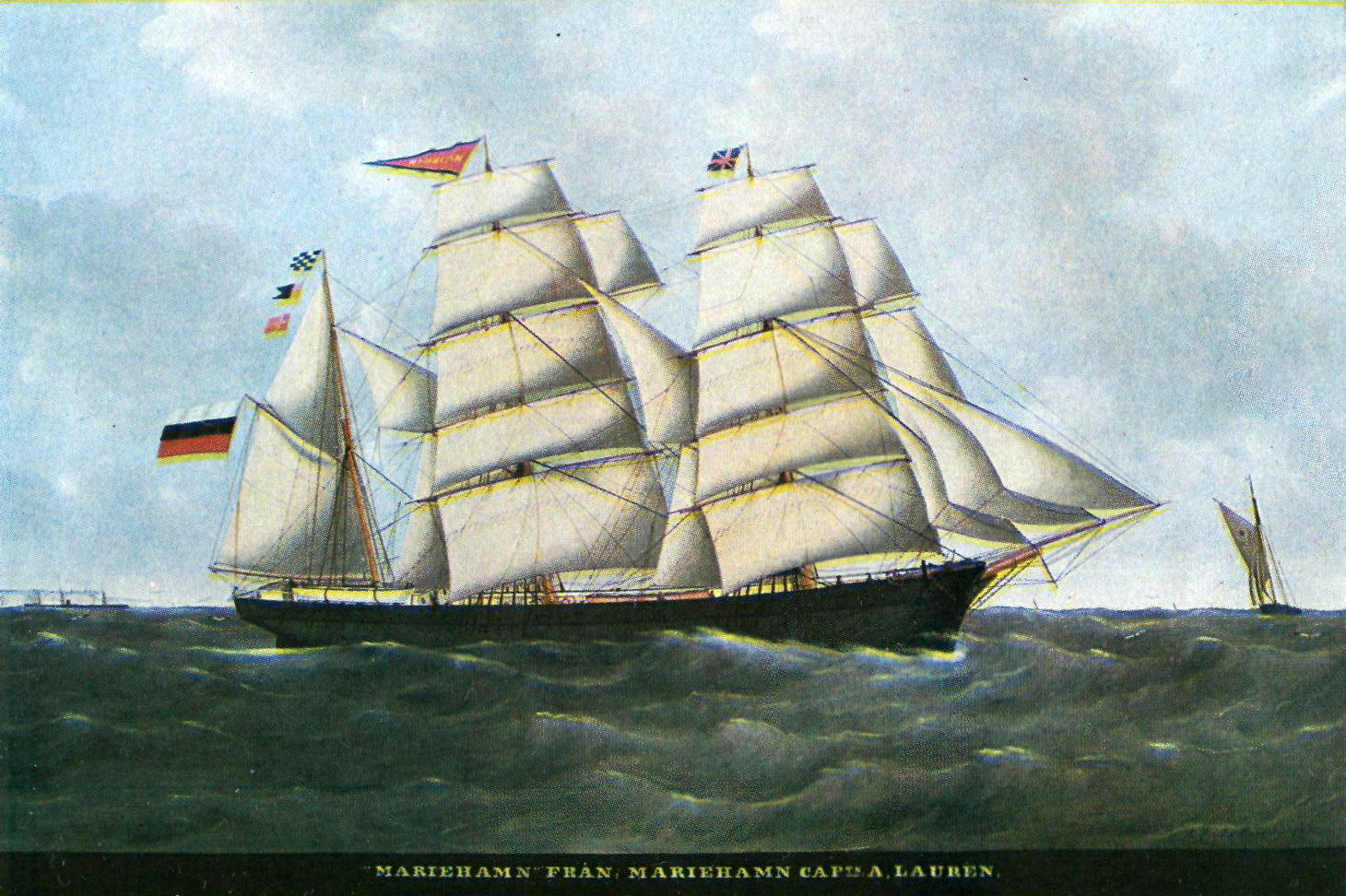
Barkskeppet Mariehamn.

Sjöfarten har varit viktig för Ålands utveckling sedan 1800-talet.  
Från bondeseglationen till dagens moderna sjöfartssamhälle med internationell passagerartrafik och egen utbildning har sjöfarten format öarnas ekonomi, befolkning och identitet.

## Bondeseglationen
På 1800-talet tog sjöfarten fart på Åland genom bondeseglationen. År 1846, när Åland tillhörde Storfurstendömet Finland under Ryssland, fick bönder rätt att importera stål och bygga egna fartyg. Det öppnade möjligheten för dem att bedriva sjöfart och handel på egen hand.
Bondeseglationen hängde nära ihop med jordbruk, skogsbruk och fiske. Bönderna seglade med små fartyg och sålde främst ved och fisk till Åbo. Albanus, Linden och Jehu är moderna replikor av fartyg från denna tid.
Den här perioden lade grunden för Ålands sjöfartstradition.

## Segelfartens storhetstid
I slutet av 1800-talet och början av 1900-talet blev åländska segelfartyg kända internationellt.

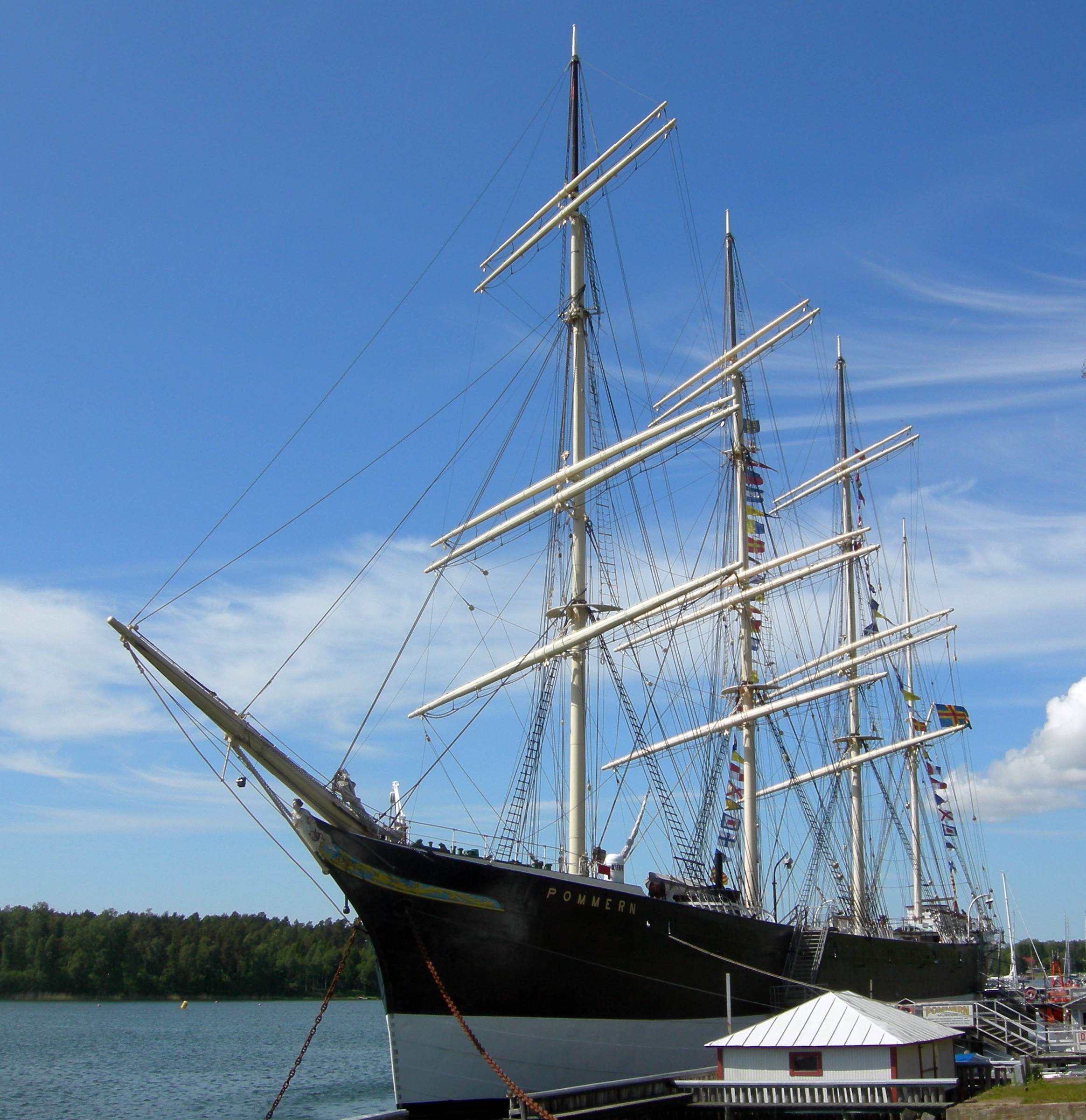
Stålbarken Pommern i Mariehamn.

Staden Mariehamn grundades 1861 vid en djup vik på öns västra sida, nära farleden mellan Stockholm och Åbo. År 1865 flyttade köpmannen och redaren Nikolai Sittkoff sin verksamhet från Godby till Mariehamn och blev delägare i flera fartyg. 1880 köpte han barken Mariehamn, det första åländska fartyget som seglade jorden runt.
Flera redare etablerade sig i Mariehamn. August Troberg spelade en viktig roll i stadens ekonomiska utveckling. Runt sekelskiftet 1900 gick de flesta redare över till ångfartyg. Gustaf Erikson byggde under mellankrigstiden upp världens största segelflotta genom att köpa fartyg till låga priser.
Efter andra världskriget tog segelfartygens era slut. De sista stora åländska fartygen, Pamir och Passat, seglade sin sista resa 1949. Pommern, byggd 1903, är bevarad som museifartyg i Mariehamns Västerhamn.

## Passagerarfartyg och modern tid
Efterkrigstiden innebar stora förändringar för Ålands sjöfart. Passagerartrafiken blev avgörande för ekonomin och kontakten med omvärlden.

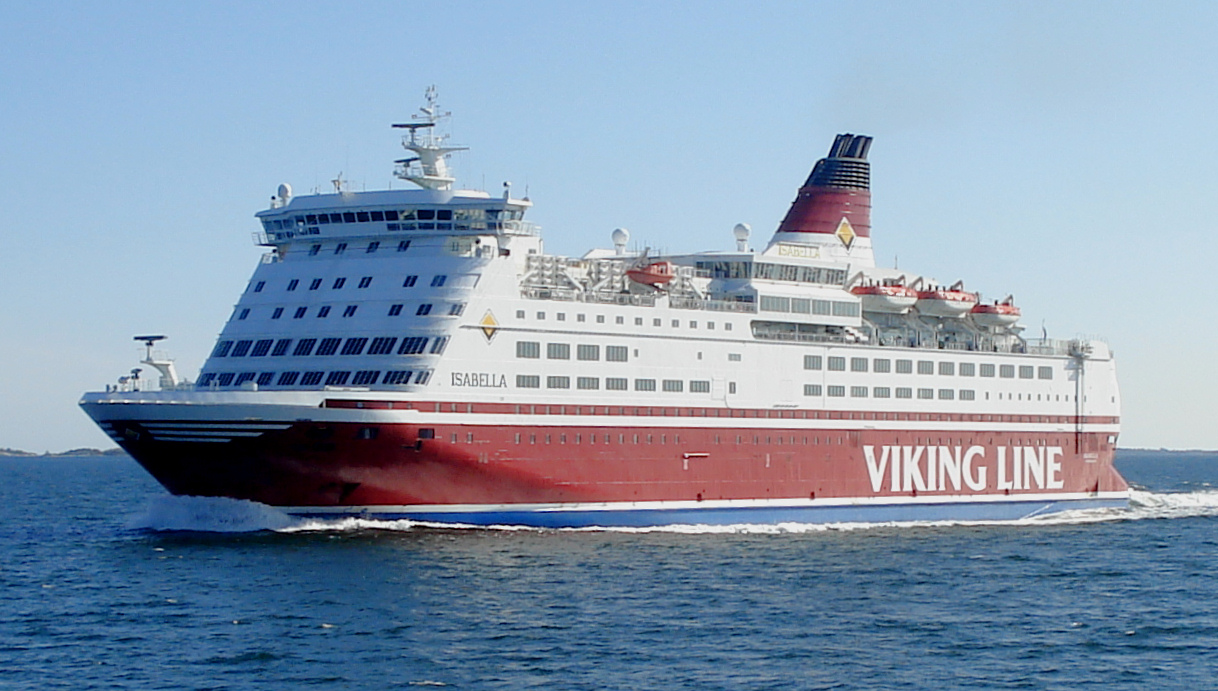
Bilfärjan Isabella.

Sedan 1959 har det gått reguljära färjelinjer mellan Mariehamn och Sverige. Lönsamheten har ofta byggt på försäljning av skattefria varor. Gränshandeln växte och påverkades av valutakurser. På 1970-talet kallades Åland ibland för "Billiga Biffens Land".
Mellan 1960 och 1966 trafikerade bärplansbåten H/S Sirena sträckan Mariehamn–Stockholm. Många reste för själva upplevelsen snarare än för hastigheten, och trafiken blev kortvarig.
När Åland gick med i EU 1995 fick sjöfarten ett uppsving. Genom ett särskilt avtal kunde Åland behålla sin taxfree-status. De flesta fartyg mellan Finland och Sverige anlöper idag Mariehamn eller Långnäs.

## Sjöfartsutbildning
Utbildningen har utvecklats i takt med sjöfartens behov.
Redan under bondeseglationen blev navigationsundervisning viktig. År 1854 startade kontraktsprosten Frans Petter von Knorring navigationsutbildning vid Ålands folkhögskola i Pålsböle.
1868 öppnade en statlig navigationsskola i Mariehamn för utbildning av befäl inom nord- och östersjöfart. Utbildningen av sjökaptener började 1874.
Navigationsskolans byggnad i Mariehamn uppfördes 1937–1938 efter Soncks ritningar. 1935 tillkom en maskinteknisk avdelning som 1981 blev Ålands tekniska skola (senare Ålands tekniska läroverk).
1944 fick skolan namnet "Ålands sjöfartsläroverk". Ålands sjömansskola startade 1961 och ingår sedan 2011 i Ålands yrkesgymnasium.
Mellan 1997 och 2002 hörde sjöfartsläroverket till Ålands yrkeshögskola med ansvar för sjöfartsutbildning. Sedan 2003 är utbildningen en del av Högskolan på Åland.
År 2020 samordnade landskapsregeringen all sjöfartsutbildning i Alandica Shipping Academy (ASA), där både yrkesgymnasium och högskola ingår.